# Fabiano Kalandula
Fabiano Kalandula (4 juni 1996) is een Belgische atleet, die gespecialiseerd is in het hoogspringen. Hij veroverde één Belgische titel.

## Biografie
Kalandula veroverde in 2015 de Belgische titel in het hoogspringen. 
Hij was aangesloten bij Sparta Vilvoorde en stapte over naar Excelsior Sports Club.

## Belgische kampioenschappen
| Onderdeel    | Jaar |
| ------------ | ---- |
| hoogspringen | 2015 |

## Persoonlijke records
Outdoor
| Onderdeel    | Prestatie | Datum        | Plaats  |
| ------------ | --------- | ------------ | ------- |
| hoogspringen | 2,13 m    | 26 juli 2015 | Brussel |

Indoor
| Onderdeel    | Prestatie | Datum           | Plaats |
| ------------ | --------- | --------------- | ------ |
| hoogspringen | 2,15 m    | 30 januari 2016 | Gent   |

## Palmares
hoogspringen
- 2015:  BK AC – 2,13 m
- 2016:  BK indoor AC – 2,07 m
- 2016:  BK AC – 2,04 m
- 2017:  BK indoor AC – 2,10 m